# Curtis Ebbesmeyer
 Curtis Ebbesmeyer  és un oceanògraf nord-americà, (24 d'abril de 1943, Los Angeles, Califòrnia), va estudiar a la Universitat de Washington, on va obtenir un PhD l'any 1973, dedicant-se al monitoratge dels corrents oceànics.

## Naufragi dels ànecs de goma
El gener de 1992 una tempesta va fer sotsobrar, a l'oceà Pacífic una embarcació que es traslladava des de Hong Kong fins a Amèrica, molt a prop de la línia internacional de canvi de data als 44.7° N, 178.1° I, provocant que alguns dels contenidors caiguessin al mar i que un d'ells es trenqués, llançant al mar 29.000 joguines de plàstic per banyeres, majoritàriament ànecs, tortugues, castors i granotes, tots ells de color verd, blau, groc, en el que es coneix com "El naufragi dels ànecs de goma".
Aquest pintoresc episodi hauria passat desapercebut si Ebessmeyer no l'hagués posat al profit de la ciència, ja que va utilitzar les joguines com a marcadors per seguir el flux dels corrents oceànics, una àrea de l'oceanografia poc estudiada. per acomplir aquesta tasca es va associar amb James Ingraham, un científic del Servei de Pesca de la Marina Nacional dels EUA, dedicant-se ambdós a recopilar informació dels llocs als quals anaven arribant les joguines. El primer informe els va arribar el novembre de 1992, en aparèixer les primeres joguines a Alaska, a 3.200 quilòmetres del lloc inicial on van caure a l'oceà.
Ingrahan va dissenyar un programari informàtic de simulació de corrents oceànics, denominat "OSCURS" - Ocean Surface Current Simulator, el qual van alimentar amb totes les dades que anaven recopilant la qual cosa els va permetre seguir els corrents oceànics més importants.
Després de més de 12 anys que les primers joguines arribessin a Sitka a Alaska, hi ha hagut notificacions que han arribat a les Illes Aleutianes, a Kamtxatka i al Japó.